# Cronologia do magnetismo animal
Este verbete é um índice cronológico de alguns dos principais fatos da pré-história e da história do magnetismo animal, abrangendo acontecimentos desdê o Século XV - passando pelo surgimento do Mesmerismo em 1776 com a discertação, Dissertatio physico-medica de planetarum influxu passando pelos estudiosos da vidência e do sonambulismo, o surgimento d'O Livro dos Espíritos – até os dias atuais

## Século XV
- 1493 - Aureolus Theophrastus Bombastus Von Hohenheim

## Século XVI
- 1527 - Nascimento de John Dee
- 1575 - Nascimento de Jakob Böhme
- 1577 - Nascimento de Jean Baptista van Helmont

## Século XVII
- 1688 - Nascimento de Emanuel Swedenborg[1]

## Século XVIII
- 1734 - Nascimento de Franz Anton Mesmer
- 1743 - Mesmer é levado para o monastério Reichenau estudar literatura, música e conhecimentos gerais com os monges.[2]
- 1746 - Nascimento do Abade Faria
- 1750 - Mesmer ingressa na universidade de Dillingen, onde doutorou em filosofia e onde inicia seu estudo das obras de Galileu, Descartes, Leibniz, Kepler e Newton.[2]
- 1751 - Nascimento de Armand-Marie-Jacques de Chastenet, marquês de Puységur
- 1753 - Nascimento de Joseph Philippe François Deleuze

- 1755 - Nascimento de Christian Friedrich Samuel Hahnemann
- 1792 - Nascimento de Edward Irving
- 1796 - Nascimento de Jules Denis du Potet Sennevoy(Barão du Potet)

## Século XIX
- 1804 - Nascimento de Hippolyte Léon Denizard Rivail (Allan Kardec)
- 1810 - Lançamento do Organon da Arte de Curar com doutrina dedicada ao Magnetismo Animal a partir do paragrafo 293 da 5ª edição de do paragrafo288 da 6ª[12]
- 1815 até 1816 Tratamento de Friedrich Wieck por Hahnemann[13]
- 1820 - Nascimento de Émilie Collignon
- 1826 - Nascimento de Andrew Jackson Davis
- 1830 - Publicação da "Die Seherin von Prevorst, Eröffnungen über das innere Leben des Menschen und über das Hineinragen einer Geisterwelt in die unsere",[14]
- 1831 - Nascimento de Bezerra de Menezes
- 1832 - Nascimento de Alexandre Aksakof
- 1833 - Nascimento de Daniel Dunglas Home
- 1834 - Nascimento de Johann Karl Friedrich Zöllner
- 1837 - Nascimento de Albert de Rochas
- 1838 - Nascimento de Charles Foster
- 1839 - Nascimento de William Staiton Moses
- 1843 - Nascimento do Dr. Sousa Martins
- 1846 - Nascimento de Léon Denis

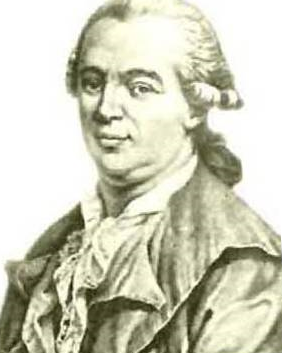

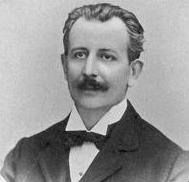
Gabriel Delanne.

- 1847 - Primeira reunião espírita em Manchester, nos Estados Unidos
- 1848 - Manifestação de Hydesville (Irmãs Fox)
- 1848 - Lançamento do livro de J. Charpignon Fisiologia, Medicina e métaphysique du MagnetismeEditora	Société typographique belge de 1848 Num. págs. 408 Páginas[15]
- 1849 - Nascimento de Elizabeth d'Espérance (Mme. d'Espérance)
- 1850 - Manifestação, nos EUA, da mediunidade de efeito físicos de Daniel Dunglas Home
- 1853 - Manifestação de Bergzabern, na Baviera (Filipina Sanger)
- 1853 (c.) - M. Planchette terá criado o tabuleiro Ouija.[16][17]
- 1853 - Na França, o professor Rivail inicia a observação do fenómeno das "mesas girantes"
- 1854 (31 de Janeiro) - Nascimento de Eusápia Paladino
- 1854 (10 de Junho) - Fundação, em Nova Iorque, do periódico "The Christian Spiritualist"
- 1855 - Nascimento de Jean Meyer
- 1854 - Nascimento de Barão Karl Von Reichenbach
- 1857 - Publicação da obra "Livre des Esprits", de Kardec
- 1858 - Criação, na França, da Sociedade Parisiense de Estudos Espíritas, por Kardec
- 1858 - Lançamento, na França, da "Revue Spirite", por Kardec
- 1858 - Nascimento de William Eglinton
- 1859 - Nascimento de Arthur Conan Doyle
- 1861 - Auto-de-fé de Barcelona
- 1861 - Primeira fotografia espírita (William Mumler, Boston/MA)
- 1865 - Nascimento de Fernando Augusto de Lacerda e Mello
- 1867-1882 - London Dialectical Society
- 1869 - Lançamento, no Brasil, do periódico O Écho d'Alêm-Tumulo, por Luís Olímpio Teles de Menezes
- 1869 - Morte de Allan Kardec
- 1874 - Primeiras experiências do académico inglês William Crookes com a médium Florence Cook
- 1874 - Lançamento da revista "Psychische Studien"
- 1874 - Nascimento de Harry Houdini
- 1875 (16 de Junho) - Primeira audiência, em Paris, do chamado "Procés des Spirites", em que foi indiciado Pierre-Gaëtan Leymarie
- 1875 - Fundação da Sociedade Teosófica em Adyar, na Índia
- 1877 - Nascimento de Edgar Cayce
- 1878 - Nascimento de Ngô Văn Chiêu, fundador do Caodaísmo
- 1882 - Fundação da Society for Psychical Research
- 1883 - Lançamento, no Brasil, do periódico Reformador por Augusto Elias da Silva
- 1884 - Fundação da Federação Espírita Brasileira
- 1885 - Fundação da American Society for Psychical Research
- 1885 -  Publicação da obra "O Espiritismo Perante a Ciência" de Gabriel Delanne
- 1898 - Publicação da obra Cristianismo e Espiritismo de Léon Denis
- 1889 - Congresso espírita e espiritualista internacional em Paris
- 1891 - Início da pesquisa de Cesare Lombroso com Eusápia Paladino
- 1891 - Lançamento, na Rússia, da revista "Rebus" por Aksakof
- 1900 - Congresso espírita e espiritualista internacional em Paris